# Yoru no Hate
Yoru no Hate (夜の果て, Fim da Noite) é o primeiro single da banda japonesa Nico Touches the Walls de seu álbum de estreia "Who Are You?". Foi lançado em 20 de Fevereiro de 2008, alcançando a posição de número 64 no ranking da Oricon no Japão.